# Ямтли
Ямтли (швед. Jamtli) — региональный музей провинций Емтланд и Херьедален, расположенный в шведском городе Эстерсунд. Это музей под открытом небом — один из самых больших музеев подобного рода в Швеции.
Музей основан в 1912 году. Отличительной чертой являются летние театральные представления, которые показывают жизнь и быт людей разных исторических эпох. В здании музея находятся гобелены Эверхугдаля (Överhogdal) — наиболее сохранившиеся тканные полотна эпохи викингов.